# Дорж Бархас
Бархас Дордж (монг. Бархасын Дорж), (англ. Dorj Barkhas) (1964) — монгольський дипломат. Надзвичайний і Повноважний Посол Монголії в Польщі та в Україні за сумісництвом (з 2020).

## Життєпис
Народився у 1964 році в місті Мандалговь. У 1989 році закінчив Московський державний інститут міжнародних відносин; Курс польської мови та історії у Варшавському університеті (1991—1992); Курси англійської мови в David Game College в Лондоні (1997); Магістратуру міжнародних відносин  Вестмінстерського університету (1999). Володіє польською, російською, англійською мовами.
У 1989—1991 рр. — офіцер офісу, відділ політики та культури МЗС Монголії;
У 1992—1996 рр. — аташе посольства Монголії у Варшаві;
У 1999—2000 рр. — третій секретар, Європейський департамент МЗС Монголії;
У 2000—2004 рр. — другий секретар Посольства Монголії у Варшаві;
У 2004—2005 рр. — виконувач обов'язків директора Дипломатичного протоколу МЗС Монголії;
У 2005—2007 рр. — начальник відділу преси та інформації МЗС Монголії;
У 2007—2010 рр. — радник посольства Монголії у Варшаві
У 2010—2013 рр. — директор Департаменту преси МЗС Монголії
У 2013—2016 рр. — радник міністра, Посольство Монголії у Варшаві
У 2016—2020 рр. — директором департаменту планування політики МЗС Монголії
З 14 лютого 2020 року — Надзвичайний і Повноважний Посол Монголії у Варшаві, Польща.
11 грудня 2020 року — вручив вірчі грамоти Президенту України Володимиру Зеленському.